# Tavná řezačka
Tavná řezačka je přístroj pro oddělování materiálů tavením. Tavné řezačky jsou vhodné zejména pro řez syntetických tkanin, textilních látek s příměsí syntetických materiálů a také polystyrenu. Tepelné řezačky jsou používány zejména tam, kde je třeba vysoce kvalitních a zároveň zatavených řezů. Tyto řezačky pracují na principu odporového ohřevu nože průchodem elektrického proudu. Nožem v tomto smyslu může být nůž ze speciálního materiálu nebo drát.

## Základní členění tepelných řezaček
- dle typu řezaného materiálu (syntetický textil, pěnové hmoty)
- dle typu nože (nůž, drát)
- dle typu práce (ruční, stacionární)

## Tavné řezačky na syntetické materiály, textilie

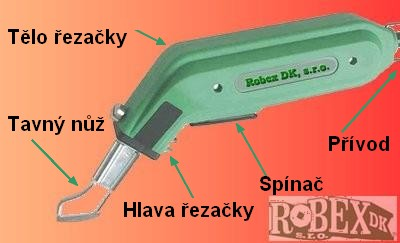
Popis ruční tavné řezačky na syntetické materiály

Tyto řezačky využívají pro řez speciálních nožů, využívají tavné schopnosti některých, zejména syntetických materiálů používaných čalouníky, krejčovými, ale i v automobilovém průmyslu. Tímto řezem dosáhnete precizního řezu se zatavenými konci, dosáhnete tedy dvou operací v rámci jedné. Ruční řezačky lze využít při rychlém a precizním řezu textilních a jiných materiálů v jedné vrstvě (ve více vrstvách by došlo k zapékání a propékání jednotlivých uříznutých vrstev, toto neplatí vždy, nutno předem odzkoušet) a to zejména díky široké škále typů dodávaných nožů. Předností stacionárních řezaček je možnost dlouhodobého žhavení nože. Nemusíte tedy řezačky mezi mezioperačními výrobními procesy vypínat a poté čekat na opětovné nahřátí nože. Tyto stacionární řezačky bývají také zpravidla vybaveny regulací teploty pro nastavení ideální tavné teploty nože.

## Tavné řezačky na polystyren

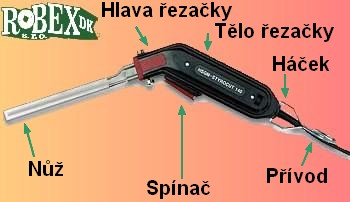
Popis tavné řezačky na řez polystyrenu

Tyto řezačky jsou uzpůsobeny pro řez polystyrenových materiálů, tvrzeného polystyrenu, EPS, izolačních polystyrenů aj. V tomto principu řezu je využito vysoké tavné schopnosti polystyrenových materiálů. Řezačky mohou být jak ruční (např. HSGM Engelcut, HSGM Styrocut aj.), tak i stacionární s použitím principu řezu pomocí tavného drátu, ale i speciálního nože (např. Thermocut, HSGM ETC 180, ETC 250 aj.). Ruční řezačky jsou vhodné zejména pro využití při zpracování polystyrenu na stavbách (elektropráce – příprava sádrokartonové výplně, žlaby pro kabely a vodiče, izolatéry – příprava desek a přířezů pro izolační a obkladové desky, výroba okrasných prvků – vyhlubování a opracování desek a hranolů, tvorba reliéfů aj...). Tyto řezačky mohou být vybaveny a dodány i s přenosnými kufry, které napomáhají uchování jejich funkčnosti v prašném prostředí stavby. Stacionární řezačky mají své uplatnění při opracování celých desek a bloků polystyrenu. Také modeláři využívají často tohoto principu řezu, který vyniká zejména svou přesností a možností plynulé regulace teploty a tím rychlosti řezu a ubývání polystyrenu.

## Tavné nože, odporové dráty
Tavné nože členíme dle dvou základních typů tzv. pevné nože a drát. Pevné nože jsou uzpůsobeny pro instalaci na konkrétní typ řezačky. Odpovídá tomu i uchycovací část, která musí být vždy čistá a pevně spojena s hlavou řezačky (přechodové odpory a ztráty tepla). Naproti tomu drát je mnohem univerzálnějším typem řezacího nástroje. Jeho délku lze vždy přizpůsobit. Je dodáván v různých délkách a průměrech, dle potřeb. Drát je napínán pomocí ramena drátové řezačky.

## Tavné řezačky a způsob práce s nimi

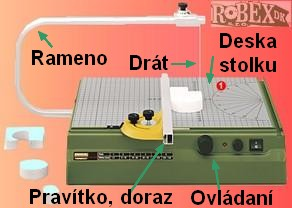
Popis tavné řezačky s odporovým drátem, strunou pro řez polystyrenu

Základně členíme tyto řezačky na ruční a stacionární. Ruční řezačky jsou takové, kde je nůž s tělem řezačky pevně spojen a k řezu dochází pohybem ruky, která svírá tělo řezačky. Ruční řezačky jsou určeny převážně pro přerušovanou práci a jsou vybaveny spínačem na těle řezačky. Stacionární řezačky jsou samostatné a naopak materiál je pohybem ruky tlačen na tavný nůž. Při výběru typu řezačky je nutno vzít v potaz budoucí využití těchto řezaček. Stacionární řezačky umožňují většinou dlouhodobý běh, není tedy třeba doby na rozehřátí tavné části.

## Další informace
Pro tyto typy přístrojů je nutné provádět pravidelnou revizi, jedná se o elektrické nářadí a takto je nutné k němu přistupovat. Pravidelnou údržbou výrazně prodloužíte životnost řezačky. Konkrétnímu typu řezačky odpovídá i doba max. použitelnost tzn. pro přerušovanou práci nebo pro stálou práci. Také je nutno vzít v potaz vysokou teplotu vyřazující z nože (možnost popálení) a výpary tvořené vlastním tavným procesem během řezu. Vždy doporučujeme využít speciálních ochranných rukavic a odsávacího zařízení, je-li třeba. 

## Vysvětlení pojmů
- Výkon: elektrický výkon daného typu řezačky (síla řezačky)
- Příkon: elektrický příkon resp. spotřeba řezačky za chodu
- Teplota: maximální dosažitelná teplota nože na prázdno např. 600 st. C (při řezu je nůž průchodem materiálem ochlazován)
- Napětí: elektrické napětí, které napájí motor (síťové = střídavé AC 230 V)
- Typ nože: určuje typ použitého nože (např. délka aj.)
- Rozměry nože a typ: nože většinou odpovídají koncovou částí značce a modelu řezačky, u drátových průměr a délka
- Celkové rozměry: délka x šířka x výška (popř. dle popisu)
- Hmotnost: např. 2,8 kg – tzn. 2,8 kg hmotnost řezačky bez zapojeného přívodu el. energie (rozdílná dle délky kabelu)
- Výška řezu: max. možná výška řezu, kterou je možno uříznout touto řezačkou najednou (jedním tahem řezačky)